# Грищенко, Пётр Денисович
Пётр Денисович Грищенко (12 июля 1908, село Голта, Ананьевский уезд, Херсонская губерния, Российская Империя — 14 января 1991, Москва) — советский военный моряк-подводник, преподаватель, научный работник, историк и мемуарист, капитан 1-го ранга, в годы Великой Отечественной войны советского народа 1941—1945 гг. — командир подводной лодки Л-3 «Фрунзевец» (до 1943 года), затем — начальник противолодочной обороны Краснознамённого Балтийского Флота Рабоче-Крестьянского ВМФ Союза ССР. Автор книг и разделов книг о балтийских подводниках времён Великой Отечественной войны и книги воспоминаний «Схватка под водой».

## Биография
Родился 12 июля 1908 года в селе Голта (в 1919 году уездный город Богополь, село Голта и заштатный город Ольвиополь были объединены в окружной центр Одесской губернии — город Первомайск; фактическое объединение произошло в 1920 году), в семье Дионисия Андреевича и Екатерины Петровны Грищенко. Пётр был третьим ребёнком в семье. После смерти отца от тифа в 1916 году воспитывался дедом по линии матери. В своей книге «Соль службы» Грищенко описал этот период следующим образом:

Платить за квартиру было нечем, и мы переехали к деду — отцу матери. Дед был человек трудолюбивый, очень набожный, — что не мешало ему, правда, иметь крутой нрав. В воспитание наше он вмешивался больше кнутом и окриком. Мать не могла нас защитить, потому что и её он подчинил своей воле.

Учился в церковно-приходской, а затем в железнодорожной школах. Мальчишкой чистил котлы пароходов, стоявших в Одесском порту. Перенёс заболевание туберкулёзом.
Окончил в 1931 году Военно-морское училище имени М. В. Фрунзе. В 1931—1932 годах служил на подводной лодке «Комиссар» (бывшая «Пантера») под командованием Л. М. Рейснера. В 1932 году окончил Специальные курсы комсостава РККФ, затем назначен командиром минного сектора БЧ-2 подводной лодки Д-2 «Народоволец». В 1933 году на этом кораблей совершил переход по Беломорско-Балтийскому каналу в состав Северной военной флотилии. В апреле-ноябре 1934 года — помощник командира Д-1 «Декабрист» на Баренцевом море. В 1935 году окончил командирские классы Учебного отряда подводного плавания им. С. М. Кирова. С августа 1935 года — помощник командира подлодки Д-5 «Спартаковец» Черноморского флота, а с февраля 1937 года — её командир. В конце 1937 года убыл на учёбу в академию.
По окончании в 1940 году Военно-морской академии Рабоче-Крестьянского ВМФ им. К. Е. Ворошилова в течение двух месяцев добивался назначения на боевой корабль, несмотря на предложенную высокую штабную должность. С июля 1940 года — командир подводной лодке Л-3 («Фрунзевец»).
Вот как сам Грищенко вспоминал о назначении на лодку в своей книге «Мои друзья подводники»:

На подводную лодку «Фрунзевец» (Л-3) я пришёл в 1940 году, когда она уже успела наплавать за многие годы десятки тысяч миль под водой. Для неё настало время модернизации: значительную часть устаревшей техники нужно было демонтировать и заменить новой, более совершенной.

Великую Отечественную войну встретил в военно-морской базе Либава. Под командованием П. Д. Грищенко Л-3 в 1941—1942 годах совершила 4 успешных боевых похода, проведя в море 81 сутки. Произвёл 5 торпедных атак с выпуском 10 торпед и выполнил 7 минных постановок (выставлено 80 мин). По советским данным, в результате торпедных атак были потоплены 1 миноносец и 4 транспорта противника, а в результате минных постановок на минах погибли 10 транспортов, тральщик, подводная лодка U-416 и шхуна В многочисленных публикациях ряд авторов называют Петра Грищенко самым результативным советским подводником по числе потопленных кораблей и вторым (после А. И. Маринеско) — по их тоннажу: например 18 судов и кораблей тоннажом в 65 000 тонн. Авторы постсоветского исследования о результативности командиров подводных лодок СССР в 1941—1945 годах, утверждают о достоверности только 1 «торпедной» и 5 «минных» побед Петра Грищенко.
П. Д. Грищенко был единственным на Балтике командиром подводной лодки с академическим образованием и неоднократно указывал командованию Краснознамённого Балтийского флота на оперативно и тактически неграмотное использование подводных лодок флота в сложившихся тяжёлых обстоятельствах. Когда об этом окольными путями стало известно Ставке Верховного Главнокомандования и И. В. Сталин лично запретил командующему флотом вице-адмиралу (впоследствии — адмиралу) В. Ф. Трибуцу посылать подводные лодки фактически «на убой». По утверждениям некоторых авторов, Трибуц своеобразно отомстил Грищенко, назначив того в марте 1943 года на должность начальника противолодочной обороны флота — и это при том, что и немцы, и финны в то время не планировали вводить свои подводные лодки в Финский залив. Фактически же П. Д. Грищенко на такую должность никогда не назначался, а служил в штабе Балтийского флота: с февраля по сентябрь 1943 года — начальником 2-го отделения Отдела подводного плавания, с сентября 1943 по апрель 1944 — начальником отделения войсковой разведки, с апреля 1944 по июнь 1945 года — заместителем начальника и  начальником 3-го отделения (спецслужб) разведотдела штаба флота.
После войны продолжил службу в ВМФ. С июня 1945 года командовал 5-м дивизионом подводных лодок ПЛ Балтийского флота (с февраля 1946 года — Северо-Балтийского флота). С апреля 1946 года был старшим офицером по подготовке подводных лодок отдела боевой подготовки штаба флота, а с августа 1946 — начальник отделения подводного плавания отдела боевой подготовки штаба Юго-Балтийского флота.
В декабре 1946 года, получив недвусмысленные намёки со стороны начальства о невозможности дальнейшего продвижения по службе на Балтике, был зачислен адъюнктом в Военно-морскую академию им. К. Е. Ворошилова, где в июне 1948 года защитил диссертацию на соискание учёной степени кандидата военно-морских наук по теме «Анализ использования подводных лодок в Великой Отечественной войне». Затем остался на преподавательской и научно-исследовательской работе в Военно-морской академии. В 1952 году издал труд «Боевая деятельность подводных лодок Краснознамённого Балтийского флота на Балтийском море в Великой Отечественной войне 1941—1945 гг.».
Был заместителем начальника Рижского высшего военно-морского училища. В 1956 году возглавлял корабельный факультет Высшего военно-морского инженерного радиотехнического училища (ВВМИРТУ), располагавшегося с 1953 по 1960 годы в городе Гатчине.
С 1964 года в запасе.
По публикациям в прессе, представлялся к званию Героя Советского союза, как минимум, 5 раз: в 1942, 1959, 1968, 1985 и в 1990 годах (некоторые журналисты пишут об 11 представлениях). Всякий раз представление было отклонено.

## Награды
- два ордена Ленина (22.09.1942[12], 03.11.1953[12]),
- орден Красного Знамени (20.06.1949)[12]
- орден Отечественной войны I степени (18.12.1942)[12]
- два ордена Отечественной войны II степени (16.10.1944[12], 06.11.1985[13])
- два ордена Красной Звезды (27.11.1941[12], 03.11.1944[12])
- медали СССР, в том числе:
- «За оборону Ленинграда» (22.12.1942)[12]
- «За победу над Германией в Великой Отечественной войне 1941–1945 гг.» (09.05.1945)[12]
- «За взятие Кенигсберга» (28.09.1948)[14]

## Личная жизнь
Был женат дважды. Первая жена Грищенко Зинаида Самуиловна, вторая Михеева Людмила Николаевна.

Обложка книги П. Д. Грищенко

## Оценки и мнения
Командующий Краснознамённым Балтийским Флотом в 1939-1946 гг. адмирал Владимир Трибуц:

Теперь, через 20 лет, выяснилось, что «Л-3», по объёму потопленного во время войны тоннажа, опередила на флоте всех кроме лодки, которой командовал А. И. Маринеско. А по искусству кораблевождения и по использованию оружия, по тактике — словом, по всем боевым показателям — «Л-3» не имела себе равных.

## Память
- Именем П. Д. Грищенко названа улица в Санкт-Петербурге.
- О жизни П. Д. Грищенко в 2010 году был выпущен документальный фильм «Неустрашимый. Подводная война Петра Грищенко».
- Капитану подводной лодки Грищенко (или лодке, под командованием Грищенко) посвящена «Песня о подводной лодке» Ольги Берггольц.